# Médaille de Jean VIII Paléologue

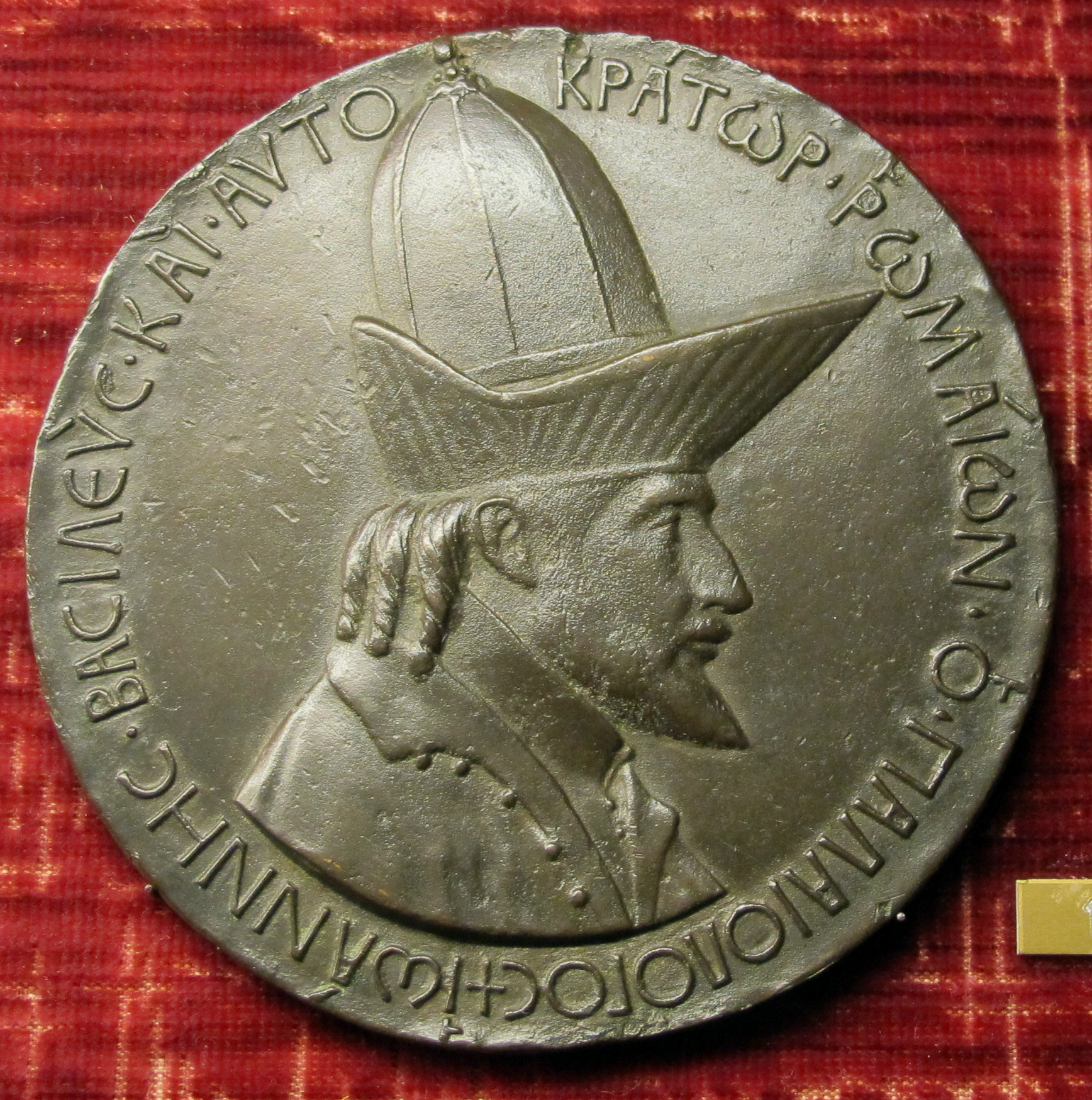
Photo de la médaille.

La médaille de Jean VIII Paléologue représente l'empereur byzantin Jean VIII. Œuvre de l'artiste italien Pisanello datée de 1438-1439, elle est considérée comme le premier portrait de ce type de la Renaissance. L'avers figure le portrait de profil du souverain et le revers un dessin du même empereur à cheval. Elle a été réalisée à l'occasion de la venue de Jean VIII en Italie pour le concile de Florence. Le client de cette commande demeure inconnue, qu'il s'agisse de l'empereur ou bien d'un noble italien, même si Lionel d'Este, marquis de Ferrare, est le candidat le plus probable. 
L'impact de cette médaille sur l'histoire de l'art est significatif puisqu'elle donne lieu à de nombreuses déclinaisons. Le portrait de Jean VIII devient un exemple de représentation de figures antiques ou étrangères. C'est notamment le cas de Piero della Francesca, qui s'en inspire pour sa Flagellation du Christ ou des fresques de la Basilique San Francesco d'Arezzo.

## Influence artistique

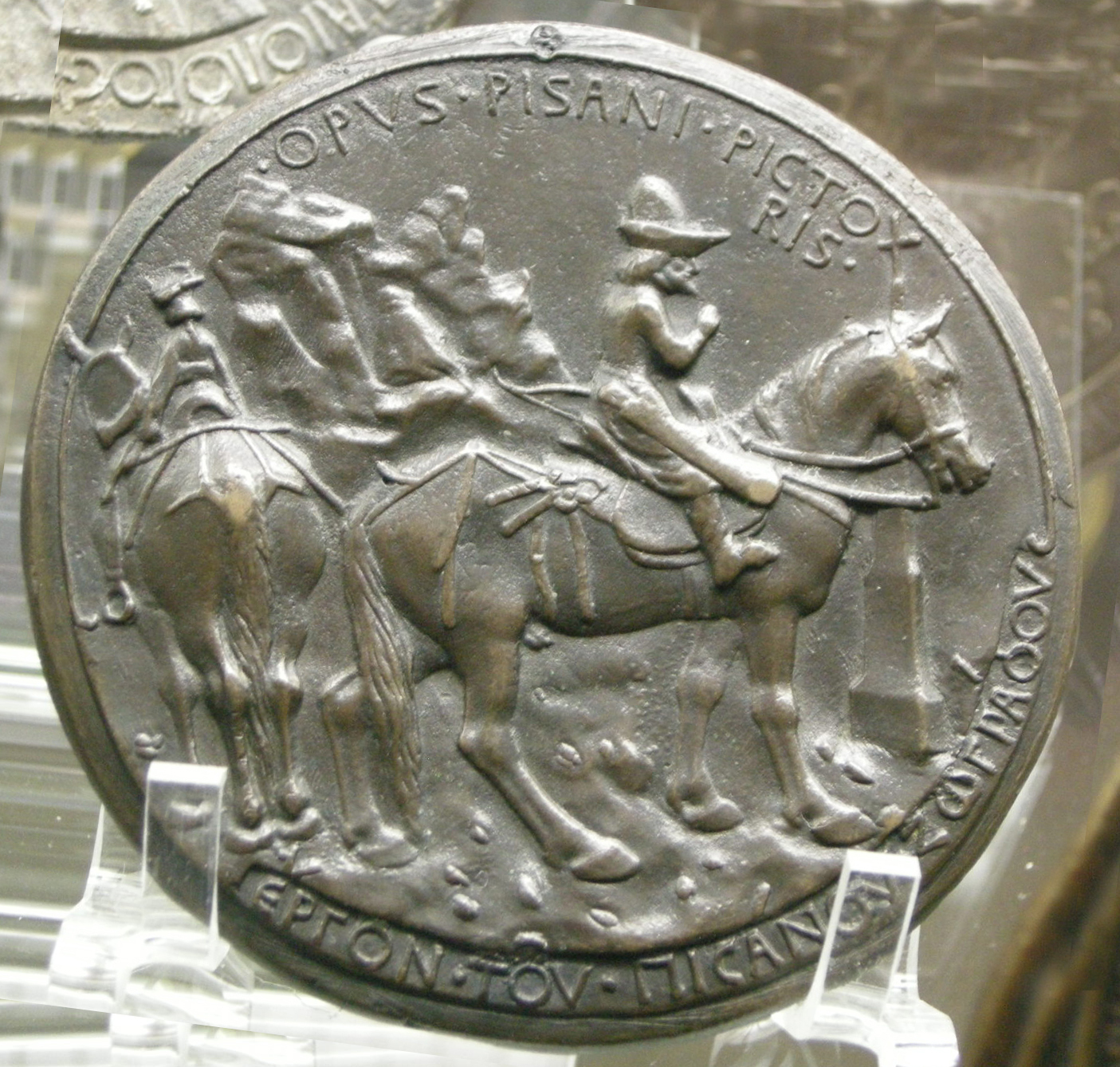
Revers de la médaille.

Cette médaille a sûrement été conçue dans la perspective de se rapprocher des anciennes pièces de monnaie, dans le mouvement plus général de la Renaissance que connaît alors l'Italie. Ainsi, Niccolo III d'Este, seigneur de Ferrare, est l'un des premiers princes à recevoir une éducation par un humaniste de la Renaissance et, en 1429, il invite l'érudit Guarino de Vérone pour qu'il éduque son fils, Léonello. Ce dernier, est un admirateur des auteurs anciens comme Cicéron. Lors de son règne, il relance le Studium de Ferrare en recrutant plusieurs intellectuels. Les pièces antiques sont alors étudiées car elles constituent des objets particulièrement résistants et encore présents en abondance. Léonello lui-même est un numismate. De même, Pisanello s'intéresse de près aux monnaies romaines, ce qui transparaît de ses dessins, qui s'en inspirent souvent.
Pour certains historiens, Léon Battista Alberti pourrait avoir joué un rôle significatif dans la conception de la médaille. Présent au concile, il est un membre de la curie papale et pourrait avoir rencontré Pisanello. Entre 1430 et 1435, il conçoit un autoportrait en bronze, clairement influencé par les portraits de la Rome antique. 

## Sources
- Vladimir Juren, « A propos de la médaille de Jean VIII Paléologue par Pisanello », Revue numismatique, vol. 15,‎ 1973, p. 219-225 (lire en ligne)